# Milionia pyrozonis
Milionia pyrozonis là một loài bướm đêm trong họ Geometridae.